# Богун, Арсентий Яковлевич

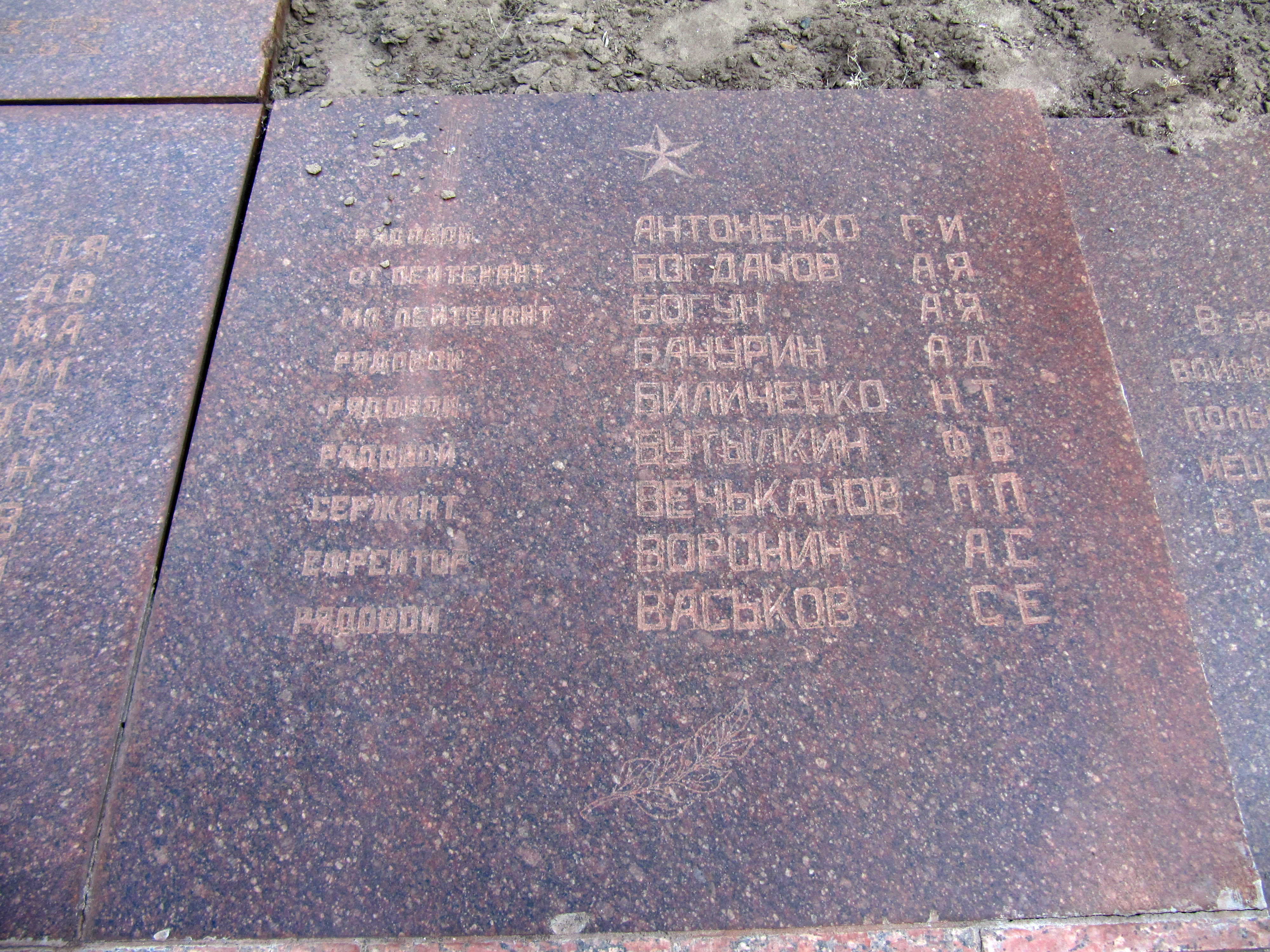
Имя на братской могиле советских воинов и комсомольцев-подпольщиков (Кривой Рог)

Богун Арсентий Яковлевич (12 декабря 1922, Верблюжка, Екатеринославская губерния — 25 октября 1943, неизвестно) — советский военный лётчик-истребитель, лейтенант 427-го истребительного авиационного полка. Совершил двойной воздушный таран.

## Биография
Родился 12 декабря 1922 года в селе Верблюжка (ныне в Кировоградской области) в крестьянской семье. Отец Яков Митрофанович.
Жил в городе Кривой Рог. Активист оборонного общества Осоавиахим. Член ЛКСМУ с 1939 года. В 1939 году окончил Криворожский аэроклуб, в 1940 году — 10 классов средней школы.
В Красной армии с 13 июля 1940 года, призван Криворожским районным военным комиссариатом. В 1941 году окончил Качинское высшее военное авиационное училище лётчиков. Служил пилотом в 3-м запасном и 4-м учебно-тренировочном авиационных полках, участвовал в Великой Отечественной войне в составе 516-го и 427-го истребительных авиационных полков на Степном и 2-м Украинском фронтах.
25 октября 1943 года, в воздушном бою на 2-м Украинском фронте, таранил 2 вражеских самолёта. В этом бою погиб.
Похоронен в братской могиле советских воинов и комсомольцев-подпольщиков в городе Кривой Рог.

## Награды
- Орден Красного Знамени (25.08.1943).